# Хёфль-Риш, Мария
Мари́я Хёфль-Риш (нем. Maria Höfl-Riesch, в девичестве Риш; род. 24 ноября 1984, Гармиш-Партенкирхен) — немецкая горнолыжница, трёхкратная олимпийская чемпионка (2010 — суперкомбинация и слалом, 2014 — суперкомбинация), двукратная чемпионка мира (2009 — слалом, 2013 — суперкомбинация), обладательница Кубка мира 2010/11 в общем зачёте. Восемь раз за карьеру заканчивала сезон в тройке лучших общего зачёта Кубка мира, в том числе семь раз подряд в 2008—2014 годах.

## Общая информация

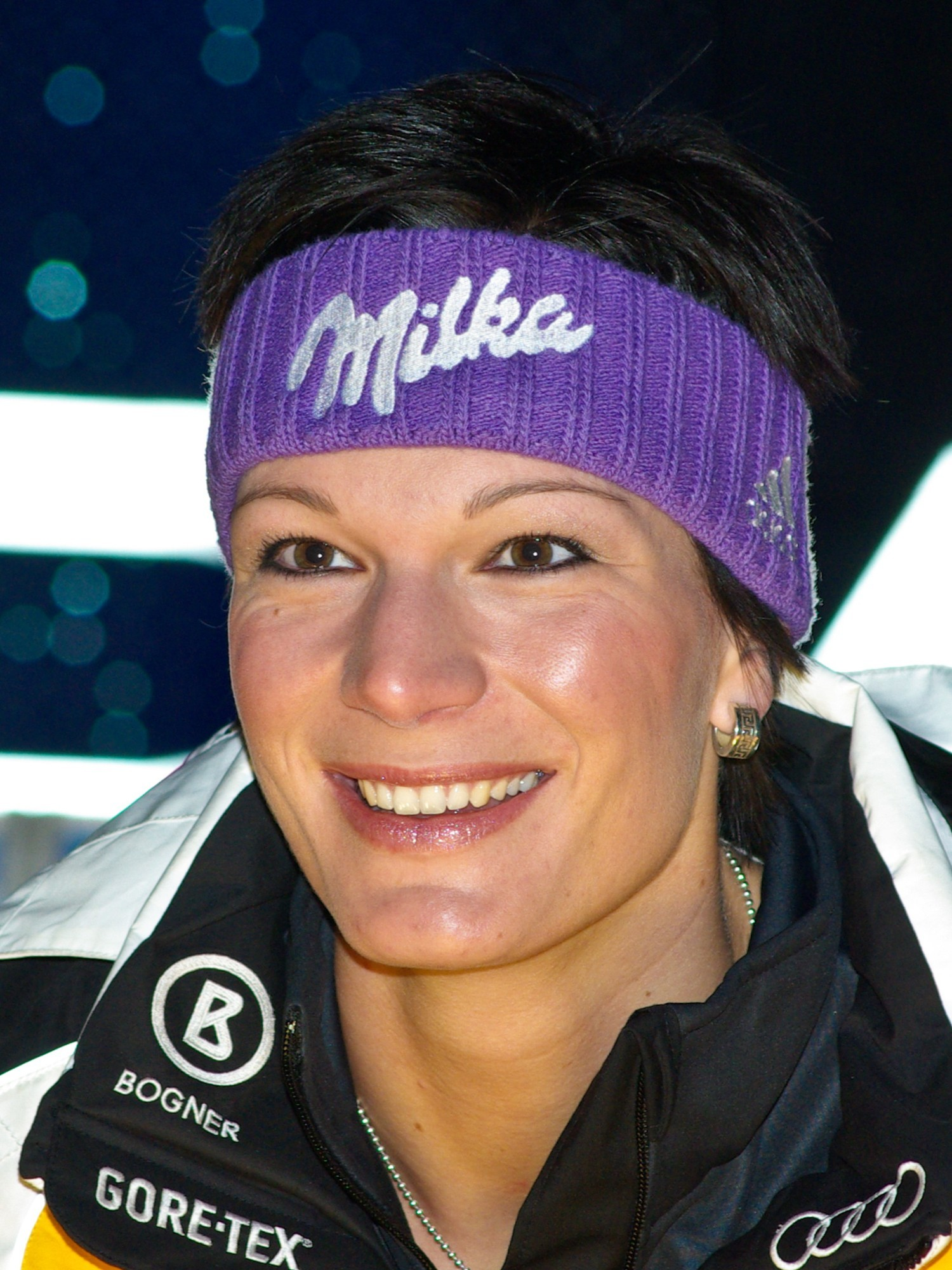
Мария в январе 2009 года

Мария — племянница известного немецкого бобслеиста Вольфганга Циммерера, выигравшего олимпийское золото 1972 года в экипажах двоек. Младшая сестра Марии Сюзанна также выступает за сборную Германии по горнолыжному спорту, специализируясь в слаломе, имеет на своём счету попадания в тройку лучших на этапах Кубка мира.
В 2001—2004 годах Мария выиграла 9 наград на чемпионатах мира среди юниоров во всех дисциплинах горнолыжного спорта, в том числе 5 золотых медалей. Это делает Риш одной из самых титулованных спортсменок в истории этих соревнований.
Пять раз участвовала во взрослых чемпионатах мира. На чемпионате 2003 года она стартовала во всех пяти дисциплинах, но финишировала только в двух, став пятой в комбинации и 17-й в скоростном спуске. Пропустив следующий чемпионат, она не улучшила свои результаты в 2007 году в Оре (лучшее достижение — 7-е место в суперкомбинации), но зато на следующем чемпионате она вновь участвовала во всех соревнованиях и стала чемпионкой в последней дисциплине первенства — в слаломе. В 2011 году на чемпионате мира в родном Гармиш-Партенкирхене выиграла 2 бронзы в скоростном спуске и супергиганте, а также стала 4-й в слаломе. В 2013 году в Шладминге выиграла золото в суперкомбинации, а также две бронзы — в командных соревнованиях и в скоростном спуске.
Олимпийские игры 2006 года в Турине Мария была вынуждена пропустить из-за травмы. Первой в карьере Олимпиадой для немки стали Игры 2010 года в Ванкувере, где она сумела выиграть сразу 2 золота — в слаломе и суперкомбинации. При этом в слаломе Мария опередила основную фаворитку соревнований австрийку Марлис Шильд, выиграв у знаменитой слаломистки 0,43 сек по сумме двух попыток (все остальные горнолыжницы проиграли Риш более одной секунды).
В 2011 году поменяла фамилию на Хёфль-Риш после того, как вышла замуж за своего тренера Маркуса Хёфля.
На зимних Олимпийских играх 2014 года в Сочи выиграла золото в суперкомбинации, опередив Николь Хосп из Австрии и Джулию Манкусо из США и став двукратной олимпийской чемпионкой в этой дисциплине. Позднее выиграла серебро в супергиганте.
Объявила о завершении карьеры в возрасте 29 лет в конце сезона 2013/14.

## Мария Хёфль-Риш на зимних Олимпийских играх
| Олимпийские игры | Скоростной спуск          | Супергигант               | Гигантский слалом         | Слалом                    | Комбинация                |
| ---------------- | ------------------------- | ------------------------- | ------------------------- | ------------------------- | ------------------------- |
| 2006 Турин       | не выступала из-за травмы | не выступала из-за травмы | не выступала из-за травмы | не выступала из-за травмы | не выступала из-за травмы |
| 2010 Ванкувер    | 8                         | 8                         | 10                        | 1                         | 1                         |
| 2014 Сочи        | 13                        | 2                         | DNS                       | 4                         | 1                         |

## Результаты в Кубке мира
| Сезон   | Общий зачёт | Скоростной спуск | Супергигант | Гигантский слалом | Слалом | Комбинация |
| ------- | ----------- | ---------------- | ----------- | ----------------- | ------ | ---------- |
| 2000/01 | 109         | —                | 42          | —                 | —      | —          |
| 2001/02 | 96          | —                | —           | 50                | 46     | —          |
| 2002/03 | 32          | 14               | 37          | 43                | 40     | 3          |
| 2003/04 | 3           | 7                | 5           | 18                | 9      | —          |
| 2004/05 | 43          | 27               | 26          | 32                | 44     | —          |
| 2005/06 | 69          | 44               | 35          | 49                | —      | —          |
| 2006/07 | 14          | 7                | 18          | 22                | 25     | 36         |
| 2007/08 | 3           | 9                | 1           | 25                | 8      | 1          |
| 2008/09 | 2           | 3                | 10          | 15                | 1      | 4          |
| 2009/10 | 2           | 2                | 9           | 8                 | 1      | 5          |
| 2010/11 | 1           | 2                | 2           | 8                 | 3      | 3          |
| 2011/12 | 3           | 4                | 6           | 16                | 7      | 4          |
| 2012/13 | 2           | 3                | 5           | 6                 | 9      | 9          |
| 2013/14 | 2           | 1                | 5           | 14                | 5      |            |

### Завоёванные хрустальные глобусы
- Общий зачёт -2010/11
- Скоростной спуск — 2013/14
- Супергигант -2007/2008
- Слалом — 2008/09,2009/10
- Комбинация и суперкомбинация — 2007/08

#### Победы на этапах Кубка мира (27)
| №  | Сезон   | Дата        | Место               | Дисциплина            |
| -- | ------- | ----------- | ------------------- | --------------------- |
| 1  | 2003/04 | 30 янв 2004 | Хаус                | Скоростной спуск      |
| 2  | 2003/04 | 01 фев 2004 | Хаус                | Супергигант           |
| 3  | 2003/04 | 29 фев 2004 | Леви                | Слалом                |
| 4  | 2006/07 | 1 дек 2006  | Лейк Луиз           | Скоростной спуск (2)  |
| 5  | 2007/08 | 21 янв 2008 | Кортина-д’Ампеццо   | Супергигант (3)       |
| 6  | 2007/08 | 24 фев 2008 | Уистлер             | Суперкомбинация       |
| 7  | 2008/09 | 14 дек 2008 | Ла Манила           | Слалом (2)            |
| 8  | 2008/09 | 29 дек 2008 | Земмеринг           | Слалом (3)            |
| 9  | 2008/09 | 04 янв 2009 | Загреб              | Слалом (4)            |
| 10 | 2008/09 | 10 янв 2009 | Марибор             | Слалом (5)            |
| 11 | 2008/09 | 20 фев 2009 | Тарвизио            | Суперкомбинация (2)   |
| 12 | 2009/10 | 11 ноя 2009 | Леви                | Слалом (6)            |
| 13 | 2009/10 | 30 янв 2010 | Санкт-Мориц         | Скоростной спуск (3)  |
| 14 | 2009/10 | 10 мар 2010 | Гармиш-Партенкирхен | Скоростной спуск (4)  |
| 15 | 2010/11 | 03 дек 2010 | Лейк Луиз           | Скоростной спуск (5)  |
| 16 | 2010/11 | 4 дек 2010  | Лейк Луиз           | Скоростной спуск (6)  |
| 17 | 2010/11 | 11 янв 2011 | Флахау              | Слалом (7)            |
| 18 | 2010/11 | 22 янв 2011 | Кортина-д’Ампеццо   | Скоростной спуск (7)  |
| 19 | 2010/11 | 25 фев 2011 | Оре                 | Суперкомбинация (3)   |
| 20 | 2010/11 | 27 янв 2011 | Оре                 | Супергигант (3)       |
| 21 | 2011/12 | 28 янв 2012 | Санкт-Мориц         | Суперкомбинация (4)   |
| 22 | 2011/12 | 18 фев 2012 | Красная Поляна      | Скоростной спуск (8)  |
| 23 | 2011/12 | 10 мар 2012 | Оре                 | Слалом(8)             |
| 24 | 2012/13 | 10 ноя 2012 | Леви                | Слалом (9)            |
| 25 | 2013/14 | 06 дек 2012 | Лейк Луиз           | Скоростной спуск (9)  |
| 26 | 2013/14 | 7 дек 2012  | Лейк Луиз           | Скоростной спуск (10) |
| 27 | 2013/14 | 21 янв 2014 | Кортина-д’Ампеццо   | Скоростной спуск (11) |